# American Society of Human Genetics
American Society of Human Genetics (ASHG) ist eine US-amerikanische Vereinigung von Fachleuten, die im Bereich der Humangenetik tätig sind. Sie hat etwa 8000 Mitglieder. Sitz des administrativen Büros ist Bethesda (Maryland).
Die ASHG wurde 1948 gegründet. Zu ihren Gründern gehörte Franz Josef Kallmann, erster Präsident war Hermann Joseph Muller. Das Organ der ASHG ist das American Journal of Human Genetics. Die ASHG ist Mitglied der Federation of American Societies of Experimental Biology (FASEB), des Council of Faculty and Academic Societies (CFAS) und der International Federation of Human Genetics Societies (IFHGS).
Das Ziel der ASHG ist es, Genetik-Wissen allgemein zugänglich zu machen und Forschungsaktivitäten bündeln und dabei zwischen möglichen Investoren und Forschern zu vermitteln. Sie veranstaltet jährlich eine Fachtagung. Die ASHG vergibt eine Reihe von Wissenschaftspreisen, darunter den ASHG Lifetime Achievement Award (früher William Allan Award) und den ASHG Scientific Achievement Award (früher Curt Stern Award).